# Trésor de la langue française au Québec

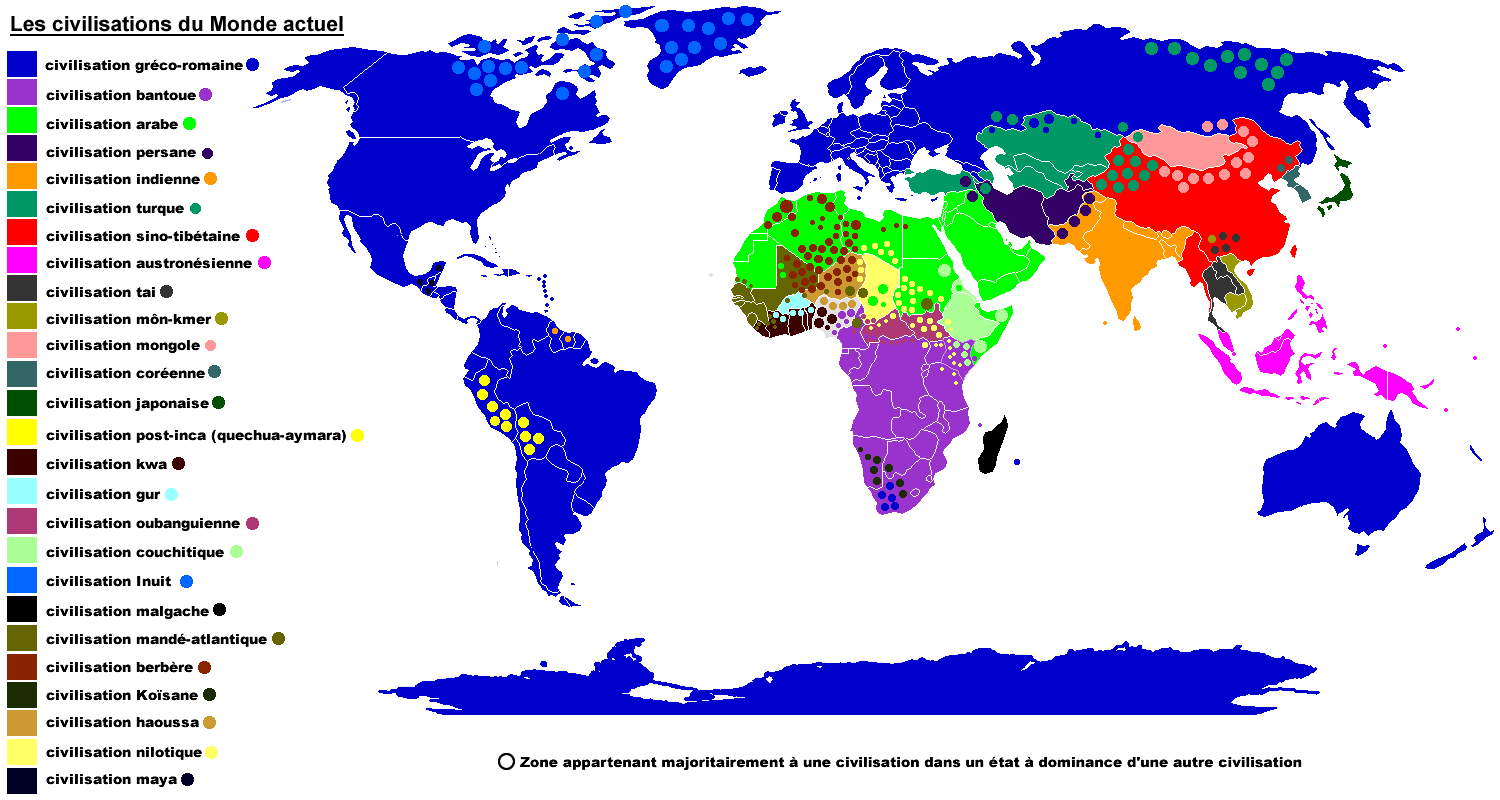
Civilizaciones del mundo actual, fuente: sitio internet del Trésor de la Langue française au Québec (Familles linguistiques du Monde)

El Trésor de la langue française au Québec (TLFQ) es un proyecto lanzado en los años 1970 con el fin de "crear una infraestructura de investigación que permita el desarrollo de una verdadera lexicografía francesa en el marco de una investigación profundizada sobre la historia y el uso actual del vocabulario francés en Quebec".
De 1977 a 1997, el proyecto ha sido subvencionado por la Universidad Laval y por el Consejo de Investigaciones en Ciencias Humanas de Canadá. El Ministerio de Educación de Quebec ha concedido subvenciones desde 1976 hasta 1991.